# Уплисцихе
Уплисцихе (груз. უფლისციხე) је древни град-пећина, један од првих градова на територији Грузије. Уплисцихе је усечен у стени и налази се 12 km источно од града Гори, на левој обали реке Кура. Град се нарочито развијао од краја другог до почетка првог миленијума п. н. е. са неколико сукцесивних успона и падова. Уплисцихе је био важан верски, политички и културни центар у хеленистичком и касном античком периоду, од 4. века п. н. е. до 4. века нове ере. Коначно бива напуштен у 19. веку, поставши мулти-археолошки локалитет и један од најзначајнијих споменика данашње грузијске културе. Такође су очувани остаци неколико архитектонских и верских грађевина, грађених током неколико миленијума. За време највећег успона, Уплисцихе је чинило више од 700 пећина и подземних структура, од којих је у данашње време остало приступачно њих 150.

## Историја археолошких истраживања
Уплисцихе се више пута помиње у писмима средњовековних грузијских историчара. На пример, историчар и географ из 18. века, Вахусхти Багратиони пише како је Уплисцихе био град све до инвазије Монгола, али 
„... је сада уништен. Остала је необична зграда, усечена у стене, велика дворана и велики тунел који води према реци Кура. На западу - литица пред великом пећином, сада већ недоступном.“
До средине 20. века Уплисцихе се такође помиње у неколико приповедачких дела, а 1957. године почиње систематско и научно проучавање остатака. Отада је урађена опсежна студија и послато више археолошких експедиција истраживача при грузијском музеју за уметност - Амиранасхвили, под вођством С. и Т. Саникидзеа. Током студија древни град је рашчишћаван, а неки делови су ојачани додатним армирано-бетонским конструкцијама. У експедицији из 1977-1978. десило се најзначајније откриће када је пронађено скривено благо из раног периода постојања, које се налазило у котлини на јужној страни налазишта. Благо је послато у грузијски музеј на даљу анализу и студије. Проналазак је расветлио одређене околности живота у граду и потврдио неке претпоставке о именовању верских објеката. Археолошким ископовањима, велики број уметничких предмета различитих епоха је поново угледао светло дана: златни, сребрни и бронзани накит, као и различити узорци керамике и скулптуре.

## Древни период
Према археолошким подацима, Уплисцихе је постао верско седиште крајем другог и почетком првог миленијума п. н. е. Према резултатима истраживања око и у Уплисцихеу, научници сугеришу да након што је човек открио плодну земљу у региону у периоду бронзаног доба, верски центар подручја смештен је на брежуљку Катланисхеви, удаљеном три километра западно од Уплисцихеа. На том брду су пронађени остаци насеља бронзаног доба које је постојало неколико векова. На прелазу из првог у други миленијум п. н. е., Катланисхеви је захватио пожар. Тај пожар се сматра узроком премештања паганског култа на Уплисцихе у раном периоду железног доба.

## Хеленистички период
Порастом броја поклоника верских објеката и њихове популарности, у првој половини четвртог века п. н. е., Уплисцихе постаје град. У другој половини истог века, број становника нагло расте и насеља се простиру дуж јужних падина планине заузимајући површину од 9,5 хектара. Такође у то време (вероватно крајем првог и почетком другог века нове ере), у камену су исклесане на стотине стамбених простора, укључујући и цркве, као и јавне зграде. Такође су рехабилитовани бунари и канализација, градска врата и улице. Све ове промене су се по археолозима, десиле у периоду од неколико деценија. 
Демографски раст Уплисцеха почиње са формирањем Иверије - источног краљевства Грузије, чије је седиште био град Мцхета. За разлику од осталих градова Иверије, Уплисцихе је углавном имао верски значај. Већина његових грађевина су управо култни верски објекти, те је Уплисцихе у ствари град-храм, као и главно верско средишта Иверије. Његова улога се може упоредити са античким грчким Делфима. 
Урбани раст је био потпомогнут чињеницом да је ту пролазила трговинска рута која повезује Европу и Блиски исток, а која се простирала између Црног и Каспијског мора. Наводе неких популарних публикација по којима се Уплисцихе налази на Путу свиле, археолози сматрају неоснованим, географски и хронолошки. По њима, исправније је говорити о Уплисцеху као пролазном средишту само „трговачког пута“.

### Урбанистичко уређење града у време хеленистичког периода
Урбанизам Уплисциха садржи типичне функције града хеленистичког периода. Ров и зидине које штите град на оним подручјима где нема природних баријера; друмски пут, тунел до реке, систем водоснабдевања и одвода отпадних вода и канализације. По античкој традицији, град је требало да има не само тајни тунел, него и четири улаза, на свакој страни света по један. Главна врата града су на југоисточном делу пећине и њима се приступа са истока.
- Свети пут који води у град са југоистока.
- Свети пут који пролази кроз главну улицу. Поглед из града.
- Литица која штити град са североистока. Уједно и препрека данас до недоступних пећина.
- Тајни тунел који води према реци Кура.
- Удубљење у стени пешачке улице на југозападним улазним вратима.
- Заштитни зид на јужном ободу града.